# Santiago Viera
Santiago Viera, vollständiger Name Santiago Nicolás Viera Moreira, (* 4. Juni 1998 in Montevideo) ist ein uruguayischer Fußballspieler.

## Karriere

### Verein
Der 1,76 Meter große Mittelfeldakteur Viera spielt seit 2011 für die Nachwuchsmannschaften von Liverpool Montevideo. Sein Debüt in der Primera División feierte er in der Clausura 2016 beim 2:1-Auswärtssieg gegen Defensor Sporting am 20. März 2016, als er von Trainer Mario Saralegui in die Startelf beordert wurde. In der Saison 2015/16 bestritt er zwei Erstligabegegnungen (kein Tor). Es folgte ein weiterer Erstligaeinsatz (kein Tor) in der Saison 2016. Viera kam am 15. Januar 2020 im Rahmen eines Leihvertrags für eine Saison zu San Antonio.

### Nationalmannschaft
Viera gehörte 2014 der U-17-Nationalmannschafts Uruguays an. Seit 2016 ist er Mitglied der uruguayischen U-20-Auswahl. In der U-20 kam er mindestens bei der 3:4-Niederlage im Freundschaftsländerspiel am 22. März 2016 gegen Paraguay als Einwechselspieler für Matías Ebre zum Einsatz. Zwei Tage später stand er beim 2:2-Unentschieden im Rückspiel gegen den gleichen Gegner in der Startformation.